# Musique nouvelle en liberté
Musique Nouvelle en Liberté (MNL) est une association française fondée en 1991 par Marcel Landowski ayant pour mission d’élargir l’audience de la musique contemporaine auprès du plus vaste public.

## Présentation
L'association, créée en 1991 par Marcel Landowski, sous l’égide de la ville de Paris, s’est fixé pour mission d’élargir l’audience de la musique contemporaine auprès du plus vaste public.
Elle apporte des aides financières aux formations musicales et aux festivals qui mêlent dans leurs programmes les œuvres contemporaines à celles du grand répertoire. Près de 1 000 concerts en France et à l’étranger reçoivent chaque année ce soutien, contribuant au financement des partitions, des répétitions et au paiement des droits d’auteurs.
L’action de Musique Nouvelle en Liberté se développe aujourd’hui dans toute la France grâce au Ministère de la Culture et de la Communication (Direction Générale de la Création Artistique), la Société des auteurs, compositeurs et éditeurs de musique, à la Société civile pour l'administration des droits des artistes et musiciens interprètes, au FCM (Fonds pour la Création Musicale), et à la Société de perception et de distribution des droits des artistes-interprètes.
Pour élargir l’audience de la musique contemporaine, Musique Nouvelle en Liberté organise depuis 2013 le Grand prix lycéen des compositeurs.
De 1994 à 2010, Musique Nouvelle en Liberté a organisé, à Paris, un festival intitulé Les Paris de la musique qui proposait une série de concerts ouverts sur les différents courants de la musique contemporaine.
Musique Nouvelle en Liberté a actuellement pour président le chef d'orchestre Jean-Claude Casadesus et pour directeur Benoît Duteurtre.
En 2020, MNL fusionne avec deux autres associations, Musique française d'aujourd'hui (MFA) et le Centre de documentation de la musique contemporaine (Cdmc), pour intégrer une nouvelle structure : la Maison de la musique contemporaine (MMC).

## Commandes
En marge de son activité de soutien aux formations musicales et aux festivals, Musique Nouvelle en Liberté a également apporté une aide directe aux compositeurs pendant de nombreuses années. Ainsi, depuis 1991, 258 nouvelles œuvres ont été commandées.
- Isabelle Aboulker : L’archet (2008)
- Jean-Louis Agobet : L'étude des forces (1998), Rittrato concertante (2000) et A shaped sharp (2007)
- Franghiz Ali-Zadeh : Oyan ! (2005)
- Luca Antignani : Edelweiss (2010)
- Valery Arzoumanov : Prochtchenie (le pardon) (1997) et Trois sonnets de Pétraque (2006)
- Christina Athinodorou : Intermède pour une mer jamais vue (2013)
- Benjamin Attahir : Izaaj (2014)
- Noriko Baba : Shôjô (2005), Ultrabaroque (2008) et Klartraum (2010)
- Nicolas Bacri : In Modo Infinito (1995), Une prière (1999), Concerto pour trompette et orchestre à cordes (2000), A short overture (2003), Partita (2005), Quatuor à cordes n° 6 (2006) et Hommage à Foujita (2016)
- Florence Baschet : Trinacria (2002)
- Olivier Beaufils : Fir shtimen (1998)
- Karol Beffa : Masques (2004), Fictions (2004), Étude pour piano (2010), La vie antérieure (2012) et Marmor (2016)
- Esteban Benzecry : Inti raymi (la fiesta del sol de los incas) (2002), Évocation d'un rêve (2006) et Concerto pour violon et orchestre (2009)
- Radu Blidar : înca o data (2001)
- Adrian Borreda : Nuut (2009)
- René Bosc Fast (2013)
- Vincent Bouchot : Bouche à bouche bée (2005), La guerre des voyelles (2005), Trois sons (2008) et Feux de croisement (2010)
- Arnaud Boukhitine : Franz S. ist mir in traum erschienen (2006)
- Roger Boutry : Pièce pour trompette (2003)
- Maury Buchala : Trichromia (2004)
- Patrick Burgan : Tristis (2002) et Nativités (2005)
- Régis Campo : Mains d’enfants et fanfarinette (2001), Effets de réveil (2002), Happy birthday (2003), Le bestiaire (2008), Libertine (2012), Fata morgana (2013) et Bad boy (2012)
- Édith Canat de Chizy : Lands away (1999), Intrada, la septième trompette (2004) et Omen (2006)
- Yves Castagnet : Ô Notre Dame du soir (2013)
- Jacques Castérède : Intrada giocosa (2004)
- Bernard Cavanna : Jodl (2001) et Quelques annonces (2005)
- Philippe Chamouard : Concerto pour trompette (1998)
- Qigang Chen : Instants d'un opéra de Pékin (2000)
- Denis Chevallier : En spirale (2009)
- Denis Chouillet : Les shadoks et la cosmopompe (2009)
- Salvador Chulia Hernandez : Fantasia concertante (2006)
- Jérôme Combier : Parler longuement de fantômes (2014)
- Gérard Condé : Éveil (1996)
- Guillaume Connesson : Fête du solstice (1994), Nihil Durare Potest Tempore Perpetuo (1995), R dance (2001), Les chants de l'Atlantide (2007) et Concerto pour violoncelle et orchestre (2008)
- Michel Decoust : Je détisse l'étrange (2006)
- Jacob Druckman : Pièce pour violon et violoncelle (1994)
- Richard Dubugnon : Six arcanes symphoniques (2003), Concerto pour violon et orchestre (2008) et Fluctuat (2010)
- Bruno Ducol : Treize fenêtres (2006)
- Hugues Dufourt : Duel à coups de gourdin (2008)
- Nicolas Duhamel : Noème (1997) et Dixit farouche (1999)
- Romain Dumas : Ce que dit la dit la forêt (2015)
- Pascal Dusapin : Trio Rombach (1997)
- Bechara El-Khoury : Harmonies crépusculaires à la mémoire de Pierre Dervaux (1996), Autumn pictures (2010) et Faraway colours (2015)
- Thierry Escaich : Ad ultimas laudes (1993), Concerto pour orgue et orchestre n° 1 (1995), Récit (1995), Jeux de doubles (2001), Terra desolata (2002), Résurgences (2002), Lettres mêlées (2003), Intrada (2003) et Round II (2007)
- Ivan Fedele : Messages (2000), Études australes IV-V (2003), Pentalogon quintet (2011) et Suite Francese V (2011)
- Philippe Fénelon : Leçon de ténèbres (2004)
- Alain Féron : Chants de ténèbres (2014)
- Graciane Finzi : La tombée du jour (1998) et Intrada (2004)
- Jean-Louis Florentz : Le songe de lluc alcari (1994)
- Bruno Fontaine : Round about thelonious (2001) et Travelling autour d'un film imaginaire (2004)
- Nicolas Frize : Un instant (1994)
- Benjamin de la Fuente : Freewheel (2011)
- Renaud Gagneux : Concerto pour violoncelle (1993), Messe op 42 & 43 (2003), Palmas intrada (2004) et Les carillons de cythère (2008)
- Anthony Girard : Vingt-quatre préludes (1994), La voix lointaine d’Eurydice (2002), Portrait d’un chef d’orchestre (2004) et Derrière l’ombre des douleurs (2010)
- Suzanne Giraud : Ton cœur sur la pente du ciel (1998) et Concerto pour violoncelle (2005)
- Elias Gistelinck : Méditation pour le carême (2002)
- Rémi Gousseau : Ouverture océane (1997)
- Philippe Gouttenoire : Quatuor à cordes (1998) et Les ombres ne sont pas vêtues (2014)
- Olivier Greif : Hymnes spéculatifs (1996)
- Jean Guillou : Concerto pour orgue (2004)
- Jonathan Harvey : Run before lightning (2005)
- Philippe Hersant : L'infinito (1994), Cinq pièces pour orchestre (1998), Le tombeau de Virgile (2006), Gambang (2008) et Fantaisies sur le nom de Sacher (2013)
- Jean-Luc Hervé : En mouvement (2011)
- Philippe Hurel : Loops III (2003), Trait d'union (2013) et Trait (2014)
- Pierre Jansen Symphonie (1996)
- Ivan Jevtic : Concerto pour cor (2002) et Il revient au printemps (2010)
- Pierre Jodlowski : Série bleue (2013) et Ultimatum (2016)
- Betsy Jolas : Sur do : Hommage à Henry Purcell (2010) et Femme en son jardin (2010)
- Serge Kaufmann : Parade klezmer (2004)
- Franck Krawczyk : Repetitio III (2002)
- Alain Kremski : Melancolia, hommage à Wagner (2011)
- Sophie Lacaze : L’espace et la flûte (2010)
- Thomas Lacôte : Sancta et immaculata (2013)
- Thierry Lancino : Concerto pour violon (2005)
- Laurent Lefrançois : Concerto pour clarinette et orchestre (2016)
- Dominique Lemaître : Liens d'espace (2012)
- Aubert Lemeland : Concerto pour piano (2003) et Symphonie n° 11 « Entre chaconne et passacaille » (2009)
- Jacques Lenot : Dans la continuité des parques (2003) et Ils traversent la nuit (2008)
- Norbert Letheule : Spectacle jazz (1999)
- Denis Levaillant : Le voyage tzigane (2006)
- Michaël Levinas : Accords tremblés (2008)
- Christophe Looten : Intrada (2004) et Sind blitz, sind donner (2005)
- François-Bernard Mâche : Les arcadiennes (2008)
- Thierry Machuel : Cantos verticales (2003) et Humanitudes (2012)
- Paul Malinowski  : Flex da floor ! (2003) et Quatre saisons (2006)
- Loïc Mallié : Angles (1995)
- Philippe Manoury : Ultima (1996)
- Bruno Mantovani : Italienne (2001) et In and out (2015)
- Kryštof Mařatka : Dumka karélienne (1997), La t-riomphante (2001) et Druhopisy (2013)
- Chrystel Marchand : Silences habités (1994) et Comme une fleur éclose (2007)
- Patrick Marcland : De cristal et de brume (2012)
- Caroline Marçot : Rambleur (2010)
- Alexandros Markeas : Paysages (2007) et Trois voyages (2010)
- Jean-Christophe Marti : Oikouménê (2004)
- Laurent Martin : Neuf miniatures (1998)
- Gérard Masson : Adlib (2002)
- Martin Matalon : Trame VIII (2008)
- Laurent Melin : Scherzandouverture (2003)
- Benoît Menut : Un grand vent s'est levé (2013)
- Nicolas Mondon : Berceuse-Tableaux (2007)
- Marc Monnet : Quatuor à cordes n° 5 (2000) et Troisième regard (2004)
- John Moran : A lake of tears (2004)
- Piotr Moss : Adagio III (1999), Prières (2003) et Cinq tableaux de Caspar David Friederich (2008)
- Florent Motsch : Pièce pour trompette et orchestre (2016)
- Zad Moultaka : Lama sabaqtani (2009) et Escribo en el agua (2015)
- Tristan Murail : Reflets/reflections (2013)
- Alex Nante : La pérégrination vers l'ouest (2016)
- Luis Naón : Sainte nitouche (la fille ni bien ni mal) (2002)
- François Narboni : Oz (1999)
- Serge Nigg : Concerto pour violon et orchestre (2000)
- François Paris : À propos de Nice (2005)
- Vincent Paulet : Verset sur « Ave Maris Stella » (1995), Suspiros (2004) et Leggero (2003)
- Brice Pauset : Theorie der tränen : schlamm (2008)
- Thierry Pécou : Ecco la fiera (1995), Cosmos et désastre - siqueiros (1997), Après Rameau, une sarabande ? (2001), L’oiseau innumérable (2006) et Spinoza in Cuzco (2014)
- Olivier Penard : Phantasy (2010)
- Camille Pépin : The tempest (2015) et Vajrayana (2015)
- Gérard Pesson : Ambre nous resterons (2008), Why may ? (marche élégiaque) (2012) et Noir dormant (berceuse à bas voltage) (2012)
- Laurent Petitgirard : Concerto pour violoncelle et orchestre (1994), Le fou d’Elsa (2001) et Solitaire (2014)
- Ionel Petroi : 5 scènes d'exercice de conversation (1994), 7 scènes d'exercice de conversation (1995) et Concertino pour harpe et cordes (2004)
- Dominique Probst : L'île de lumière (1994) et 4… ou les saisons d'une vie (2012)
- Alexandre Rabinovitch : Les trois guna (2002)
- Horatiu Radulescu : Before the universe was born (1995)
- Jacques Rebotier : Post-scriptum (2014)
- François Ribac : Un demi-siècle (1995) et Qui est fou (2002)
- Yann Robin : Con fuoco (2011)
- Lionel Rogg : Pièce pour orgue (1999)
- Jérémie Rhorer : Le cimetière des enfants (2008)
- Grégoire Rolland : L'âme du monde (2015)
- Kaija Saariaho : Ciel d'hiver (2014)
- Aulis Sallinen : Chamber music VI, « Trois invitations au voyage » (2006)
- Philippe Schoeller : Angel amadeus (2006) et Selon bruit de guerre... (2008)
- Elzbieta Sikora : Suite III (1997)
- Gilles Silvestrini : Trio pour flûte, alto et harpe (1999)
- Martial Solal : Zigzaguerie (2010)
- Valérie Stephan : Les oubliés (1993)
- Oscar Strasnoy : Sur Paris (2007), Tourbillon (2012), L'ami de Marie (2012) et Corbeaux (2012)
- Marco Stroppa : Ay there's the rub (2001) et Lamento (2004)
- Éric Tanguy : Invocation (2009) et In excelsis (2015)
- John Tavener : Let's begin again (1996)
- Nguyen Thien Dao : Scherzo vivo (1999)
- Pierre Thilloy : Pluton (2006)
- Tôn-Thât Tiêt : Aurore de Savoie (2015)
- Dominique Troncin : Les Couloirs bleus (1995)
- Adrien Trybucki : Cinq Visions (2014)
- Frédéric Verrières : Images de poissons d’or (2000) et Open concerto (2003)
- Yasser Vodenitcharov : Trio pour trombone, alto et guitare (2002)
- Pascal Zavaro : Stratus (1998), Metal music (2000), Exulte (2003), La traversée (2008) et Densha Otoko (2009)
- Jean-François Zygel : La Ville (1992)

## Comité d'honneur
- John Adams
- Serge Baudo
- Marius Constant
- Daniel-Lesur
- Philip Glass
- René Huyghe
- György Kurtág
- Claude Lévi-Strauss
- Yehudi Menuhin
- Olivier Messiaen
- Serge Nigg
- Maurice Ohana
- Seiji Ozawa
- Luis de Pablo
- Arvo Pärt
- Krzysztof Penderecki
- Manuel Rosenthal
- Mstislav Rostropovitch
- Aulis Sallinen
- Pierre Schaeffer
- Iannis Xenakis.